# Eusebio di Emesa
Eusebio di Emesa (Edessa, 300 ca. – Antiochia, 359 ca.) fu vescovo di Emesa.
Era di origine siriaca ma di istruzione greca. Dopo aver studiato in Palestina con Eusebio e Patrofilo di Scitopoli, si recò ad Antiochia e ad Alessandria per completare i suoi studi.
È stato discepolo di Eusebio di Cesarea.